# 고추불패
"고추불패"는 한국에서 제작된 권일수 감독의 2001년 코미디 영화이다. 장바우 등이 주연으로 출연하였다.

## 출연

### 주연
- 장바우
- 김아름
- 권성영
- 류미오

## 기타
- 조명: 김수남
- 음향: 김석호
- 미술: 김한상
- 특수효과: 이정일
- 의상: 신경심